# 브렌다 앤 스펜서

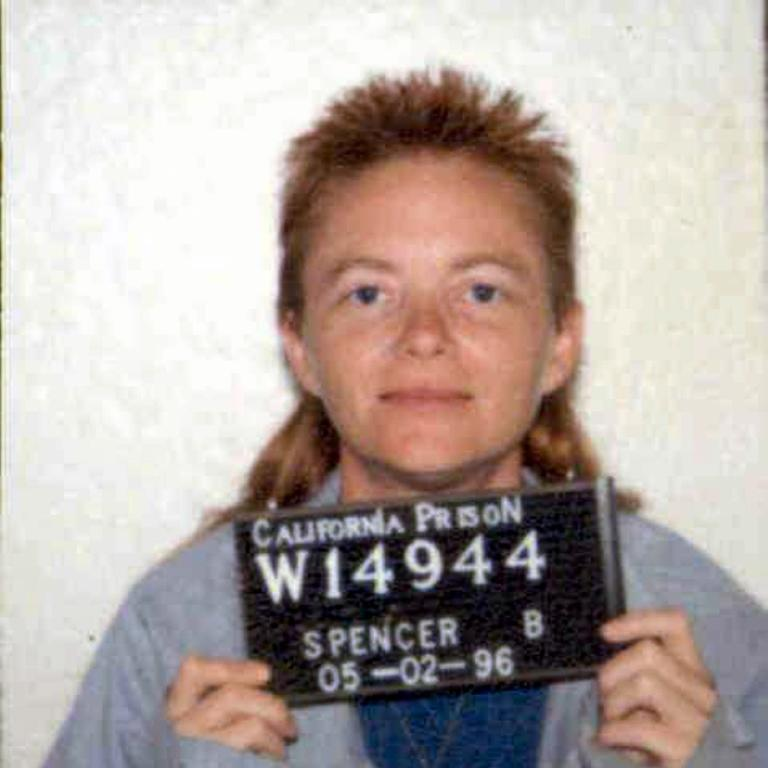
브렌다 앤 스펜서 (1996년)

브렌다 앤 스펜서(Brenda Ann Spencer, 1962년 4월 3일 ~ )는 1979년 1월 29일, 캘리포니아주 샌디에이고의 클리블랜드 초등학교(Cleveland Elementary School)에서 총기 난사 사건을 일으켰으며 이 사고로 교장,경비원 2명이 사망하고, 아이들과 경찰을 포함해서 9명이 다쳤다. 이 살인 사건으로 종신형을 선고받았고, 2019년 현재 캘리포니아 교도소에 수감 중이다.